# Rafa Nadal Open 2023 - Doppio
Il doppio del torneo di tennis professionistico Rafa Nadal Open 2023, facente parte della categoria Challenger 75 nell'ambito dell'ATP Challenger Tour 2023, si è giocato dal 29 agosto al 3 settembre a Manacor, in Spagna.
Tra le sedici coppie di partecipanti erano assenti Yuki Bhambri e Saketh Myneni, i detentori del titolo.
In finale Daniel Cukierman e Joshua Paris hanno sconfitto Sriram Balaji e Ramkumar Ramanathan con il punteggio di 6–4, 6–4.

## Teste di serie
1. Théo Arribagé /  Luca Sanchez (semifinale)
2. Jonathan Eysseric /  Patrik Niklas-Salminen (quarti di finale)

1. Sander Arends /  Artem Sitak (semifinale)
2. Sriram Balaji /  Ramkumar Ramanathan (finale)

## Wildcard
1. Rafael Giotis /  Daniil Sarksian (primo turno)

1. Martín Landaluce /  Coleman Wong (primo turno)

## Tabellone

### Legenda
| - Q = Qualificato - WC = Wild card - LL = Lucky loser | - ALT = Alternate - SE = Special Exempt - PR = Protected Ranking | - w/o = Walkover - r = Ritirato - d = Squalificato |

|  | Primo turno | Primo turno                   | Primo turno                   | Primo turno | Primo turno |  |  | Quarti di finale | Quarti di finale              | Quarti di finale              | Quarti di finale      | Quarti di finale      |   |   | Semifinali | Semifinali                        | Semifinali                        | Semifinali                    | Semifinali                    |   |   | Finale | Finale | Finale | Finale | Finale |  |
|  |             |                               |                               |             |             |  |  |                  |                               |                               |                       |                       |   |   |            |                                   |                                   |                               |                               |   |   |        |        |        |        |        |  |
|  | 1           | T Arribagé L Sanchez          | 6                             | 65          | [10]        |  |  |                  |                               |                               |                       |                       |   |   |            |                                   |                                   |                               |                               |   |   |        |        |        |        |        |  |
|  |             | N Hardt A Taylor              | 3                             | 7           | [4]         |  |  | 1                | T Arribagé L Sanchez          | 7                             | 4                     | [10]                  |   |   |            |                                   |                                   |                               |                               |   |   |        |        |        |        |        |  |
|  |             | A Lawson E Vasa               | A Lawson E Vasa               | 79          | 7           |  |  |                  | A Lawson E Vasa               | 64                            | 6                     | [4]                   |   |   |            |                                   |                                   |                               |                               |   |   |        |        |        |        |        |  |
|  |             | C Broom M Whitehouse          | C Broom M Whitehouse          | 67          | 63          |  |  |                  |                               |                               |                       |                       |   |   | 1          | T Arribagé L Sanchez              | T Arribagé L Sanchez              | 4                             | 4                             |   |   |        |        |        |        |        |  |
|  | 4           | S Balaji R Ramanathan         | S Balaji R Ramanathan         | 6           | 6           |  |  |                  |                               | 4                             | S Balaji R Ramanathan | S Balaji R Ramanathan | 6 | 6 |            |                                   |                                   |                               |                               |   |   |        |        |        |        |        |  |
|  |             | L Lokoli A Ritschard          | L Lokoli A Ritschard          | 2           | 2           |  |  | 4                | S Balaji R Ramanathan         | S Balaji R Ramanathan         | 6                     | 7                     |   |   |            |                                   |                                   |                               |                               |   |   |        |        |        |        |        |  |
|  |             | M T Barrios Vera N Mejía      | M T Barrios Vera N Mejía      | 6           | 7           |  |  |                  | M T Barrios Vera N Mejía      | M T Barrios Vera N Mejía      | 2                     | 5                     |   |   |            |                                   |                                   |                               |                               |   |   |        |        |        |        |        |  |
|  |             | Í Cervantes S Martos Gornés   | Í Cervantes S Martos Gornés   | 3           | 64          |  |  |                  |                               |                               |                       |                       |   |   | 4          | Sriram Balaji Ramkumar Ramanathan | Sriram Balaji Ramkumar Ramanathan | 4                             | 4                             |   |   |        |        |        |        |        |  |
|  | WC          | R Giotis D Sarksian           | R Giotis D Sarksian           | 3           | 4           |  |  |                  |                               |                               |                       |                       |   |   |            |                                   |                                   | Daniel Cukierman Joshua Paris | Daniel Cukierman Joshua Paris | 6 | 6 |        |        |        |        |        |  |
|  |             | N Kaliyanda Poonacha D Sharan | N Kaliyanda Poonacha D Sharan | 6           | 6           |  |  |                  | N Kaliyanda Poonacha D Sharan | N Kaliyanda Poonacha D Sharan | 2                     | 4                     |   |   |            |                                   |                                   |                               |                               |   |   |        |        |        |        |        |  |
|  | WC          | M Landaluce C Wong            | M Landaluce C Wong            | 4           | 5           |  |  | 3                | S Arends A Sitak              | S Arends A Sitak              | 6                     | 6                     |   |   |            |                                   |                                   |                               |                               |   |   |        |        |        |        |        |  |
|  | 3           | S Arends A Sitak              | S Arends A Sitak              | 6           | 7           |  |  |                  |                               |                               |                       |                       |   |   | 3          | S Arends A Sitak                  | S Arends A Sitak                  | 3                             | 2                             |   |   |        |        |        |        |        |  |
|  |             | D Rincón A Shelbayh           | D Rincón A Shelbayh           | 2           | 5           |  |  |                  |                               |                               | D Cukierman J Paris   | D Cukierman J Paris   | 6 | 6 |            |                                   |                                   |                               |                               |   |   |        |        |        |        |        |  |
|  |             | D Cukierman J Paris           | D Cukierman J Paris           | 6           | 7           |  |  |                  | D Cukierman J Paris           | D Cukierman J Paris           | 6                     | 6                     |   |   |            |                                   |                                   |                               |                               |   |   |        |        |        |        |        |  |
|  |             | J Monday S Walków             | 3                             | 78          | [9]         |  |  | 2                | J Eysseric P Niklas-Salminen  | J Eysseric P Niklas-Salminen  | 4                     | 4                     |   |   |            |                                   |                                   |                               |                               |   |   |        |        |        |        |        |  |
|  | 2           | J Eysseric P Niklas-Salminen  | 6                             | 6           | [11]        |  |  |                  |                               |                               |                       |                       |   |   |            |                                   |                                   |                               |                               |   |   |        |        |        |        |        |  |